# Koernickanthe
Koernickanthe là một chi thực vật có hoa trong họ Marantaceae.